# 戴维·卡内基
戴维·卡内基（英語：David Carnegie，1901年9月24日—1963年11月7日），生于伦敦，英国钢架雪车运动员。他曾代表英国参加1928年冬季奥林匹克运动会钢架雪车比赛，获得一枚铜牌。他于1963年去世，享年62岁。